# Bacher
Bacher oder Bachér ein deutscher Familienname.

## Namensträger

### A
- Achille Bacher (1900–1972), italienischer Skilangläufer
- Anna Maria Bacher (* 1947), italienische Schriftstellerin

### B
- Bartholomäus Bacher (1773–1827), deutscher Pädagoge

### C
- Christina Bacher (* 1973), deutsche Journalistin
- Clara Bacher (1896–1944), deutsche Lehrerin und Widerstandskämpferin
- Clemens Bacher (* 1985), österreichischer Jazzmusiker, siehe Cid Rim

### D
- Daniel Bacher (* 2004), österreichischer Freestyle-Skier
- Danny Bacher (1976–2024), US-amerikanischer Jazzmusiker und Komiker
- Dominik Bacher (* 2002), deutscher Fußballspieler

### E
- Eduard Bacher (1846–1908), österreichischer Journalist
- Edvard Bacher (1875–1961), finnischer Sportschütze
- Emma Bacher-Paulick (1868–1953), österreichische Malerin und Fotografin
- Enrico Bacher (1940–2021), italienischer Eishockeyspieler
- Ernst Bacher, Pseudonym von Ernst Lakenbacher (1891–1967), österreichischer Journalist, Gewerkschafter und Kammerfunktionär
- Ernst Bacher (Fußballspieler) (1909–1990), österreichischer Fußballspieler
- Ernst Bacher (Kunsthistoriker) (1935–2005), österreichischer Kunsthistoriker und Denkmalpfleger

### F
- Felix Bacher (* 2000), österreichischer Fußballspieler
- Franz Bacher (Politiker) (1878–1962), österreichischer Politiker (CSP), Salzburger Landtagsabgeordneter
- Franz Bacher (Journalist) (1884–1945), tschechoslowakischer Journalist und Jurist
- Franz Bachér (1894–1987), deutscher Chemiker
- Franz Bacher (Bildhauer) (1903–1981), österreichisch-italienischer Bildhauer
- Franz Bacher (Fußballspieler) (* 1954), österreichischer Fußballspieler

### G
- Gabriela Bacher (* 1960), österreichische Filmproduzentin
- Gerd Bacher (1925–2015), österreichischer Journalist und Fernsehintendant
- Gertrud Bacher (* 1971), italienische Mehrkämpferin
- Gideon Bacher (1565–1619), deutscher Baumeister

### H
- Heinrich Bacher (1897–1972), italienischer Bildschnitzer
- Henri Bacher (1890–1934), deutsch-lothringischer Maler und Grafiker
- Herbert Bacher (1930–2012), österreichischer Politiker (ÖVP)

### I
- Ingeborg Bacher (* 1937), österreichische Politikerin (SPÖ)
- Ingrid Bachér (* 1930), deutsche Schriftstellerin

### J
- Johann Bacher (Politiker) (* 1950), österreichischer Politiker (ÖVP)
- Johann Bacher (Soziologe) (* 1959), österreichischer Soziologe und Hochschullehrer
- Josef Bacher (1864–1935), österreichischer Sprachwissenschaftler, Volkskundler und Priester
- Jürgen-Michael Bacher (* 1948), deutscher Dichter, Sänger und Politiker
- Julius Bacher (1810–1890), deutscher Schriftsteller

### K
- Karl Bacher (1884–1954), österreichischer Mundartdichter
- Klaus Bacher (* 1964), deutscher Jurist und Vorsitzender Richter am Bundesgerichtshof
- Klaus Bacher (Tischtennisspieler), österreichischer Tischtennisspieler

### L
- Lisl Wagner-Bacher (* 1953), österreichische Köchin
- Lutz Bacher (1943–2019), US-amerikanische Künstlerin

### M
- Manfred Bacher (1923–1994), deutscher Autor
- Margarethe Bacher (1934–2005), deutsche Köchin
- Mario Bacher (1941–2014), italienischer Skilangläufer
- Martin Bacher (* 1974), Schweizer Musiker, Sänger und Musicaldarsteller
- Michael Bacher (* 1991), deutscher Fußballschiedsrichter

### N
- Nikolaus Bacher (1789–1847), ladinischer Sprachwissenschaftler, siehe Micurá de Rü
- Norbert Bacher-Lagler (* 1965), österreichischer Politiker (SPÖ)

### O
- Oliver Bacher (* 2000), österreichischer Fußballspieler
- Otto Henry Bacher (1856–1909), US-amerikanischer Maler

### P
- Paula Bacher (* 1954), italienische Politikerin
- Peter Bacher (Baumeister) (um 1540–1610), Baumeister
- Peter Bachér (1927–2020), deutscher Journalist
- Paul Bacher (* 1937), italienischer Schützenfunktionär

### R
- Robert Bacher (1905–2004), US-amerikanischer Physiker
- Rudolf Bacher (1862–1945), österreichischer Maler
- Rudolf Bacher (Mediziner) (1877–1925), österreichischer Röntgenologe

### S
- Sandra Bacher (* 1968), US-amerikanische Judoka
- Stefan Bacher (* 1989), österreichischer Eishockeyspieler

### T
- Théobald Bacher (1748–1813), französischer Diplomat
- Thomas Bacher (1863–1945), deutscher Haberfeldtreiber und Trachtenpfleger
- Tom Bacher (1941–2017), dänischer Badmintonspieler

### U
- Urban Bacher (* 1963), deutscher Kaufmann und Jurist

### V
- Valentine Bacher (* 1999), französische Tennisspielerin

### W
- Walter Bacher (Widerstandskämpfer) (1893–1944), deutscher Lehrer und Widerstandskämpfer
- Walter Bacher (Politiker) (* 1962), österreichischer Politiker (SPÖ)
- Wilhelm Bacher (1850–1913), ungarischer Rabbiner, Orientalist und Hochschullehrer